# اچ‌ام‌اس اکلیپس (۱۸۶۰)
اچ‌ام‌اس اکلیپس (۱۸۶۰) (به انگلیسی: HMS Eclipse (1860)) یک کشتی بود که طول آن ۱۸۵ فوت (۵۶ متر) بود. این کشتی در سال ۱۸۶۰ ساخته شد.